# Фабіу Веріссіму
Фабіу Жозе Кошта Веріссіму (порт. Fábio José Costa Veríssimo, нар. 26 грудня 1982, Лейрія) — португальський футбольний арбітр. З 2015 року є Арбітром ФІФА.

## Кар'єра
2013 року, у віці 31 року, він почав судити у Сегунда-Лізі, другому португальському дивізіоні, де дебютував 26 серпня, у четвертому турі чемпіонату матчем «Порту Б» — «Пенафієл», який завершився нічиєю 0:0.
А з наступного сезону 2014/15 став судити ігри в португальській Прімейра Лізі і 30 серпня 2014 року дебютував там в третьому турі матчем «Белененсес САД» — «Віторія Гімарайнш» (3:0).
2015 року був включений до списку арбітрів ФІФА та став обслуговувати міжнародні футбольні матчі. 9 липня 2015 року Веріссіму дебютував як головний арбітр у єврокубках під час матчу кваліфікаційного раунду Ліги Європи між «Омонією» (Нікосія) та «Динамо» (Батумі). Матч завершився з рахунком 2:0, а португалець показав три жовтих і одну червону картку, при цьому усі — представникам грузинської команди.
Він відсудив кілька міжнародних матчів на рівні U-17, U-19 та U-21, у тому числі відсудив чотири ігри на юнацькому чемпіонаті Європи U-17 2017 у Хорватії, включаючи півфінал між Туреччиною та Англією (1:2). А 13 листопада 2017 року Веріссіму дебютував на матчі національних збірних, коли він обслуговував товариський матч між Болгарією та Саудівською Аравією (1–0).
У сезоні 2018/19 арбітр вперше відсудив гру групового етапу Ліги Європи, а в подальшому також судив ігри в Лізі націй та кваліфікації чемпіонату Європи 2020 та 2024 років та чемпіонату світу 2022 року в Катарі.